# Brew-Hatcher Company
Brew-Hatcher Company war ein US-amerikanischer Hersteller von Automobilen.

## Unternehmensgeschichte
Francis O. Brew und William A. Hatcher, der vorher bei der Peerless Motor Car Corporation und bei Packard tätig war, betrieben das Unternehmen ab 1903. Der Sitz war in Cleveland in Ohio. Sie stellten Zubehörteile für Kraftfahrzeuge her. 1904 begann die Produktion von Automobilen. Der Markenname lautete Brew-Hatcher, oftmals verkürzt zu B & H. Im Januar 1904 wurden Fahrzeuge auf der Chicago Automobile Show präsentiert. Im Herbst 1905 zog sich Brew aus den Unternehmen zurück. Hatcher beendete daraufhin die Fahrzeugproduktion, stellte aber weiterhin Teile her. Es ist nicht bekannt, wann das Unternehmen aufgelöst wurde.

## Fahrzeuge
Das Unternehmen verwendete viele selbst hergestellte Teile für die Fahrzeuge.
1904 gab es nur ein Modell namens Two. Der Zweizylindermotor leistete 16 PS. Der Radstand betrug 201 cm. Der offene Tourenwagen bot Platz für fünf Personen.
Der Two erhielt für 1905 einen längeren Radstand von 234 cm. Der Aufbau war ein Tonneau mit seitlichem Einstieg.
Außerdem ergänzte 1905 ein Four das Sortiment. Er hatte einen Vierzylindermotor, der mit 18/24 PS angegeben war. Sein Fahrgestell hatte 244 cm Radstand. Überliefert ist ein Tourenwagen im Model C.

## Modellübersicht
| Jahr | Modell | Ausführung | Zylinder | Leistung (PS) | Radstand (cm) | Aufbau                |
| ---- | ------ | ---------- | -------- | ------------- | ------------- | --------------------- |
| 1904 | Two    |            | 2        | 16            | 201           | Tourenwagen 5-sitzig  |
| 1905 | Two    |            | 2        | 16            | 234           | Side Entrance Tonneau |
| 1905 | Four   | Model C    | 4        | 18/24         | 244           | Tourenwagen           |